# Hans Multerer

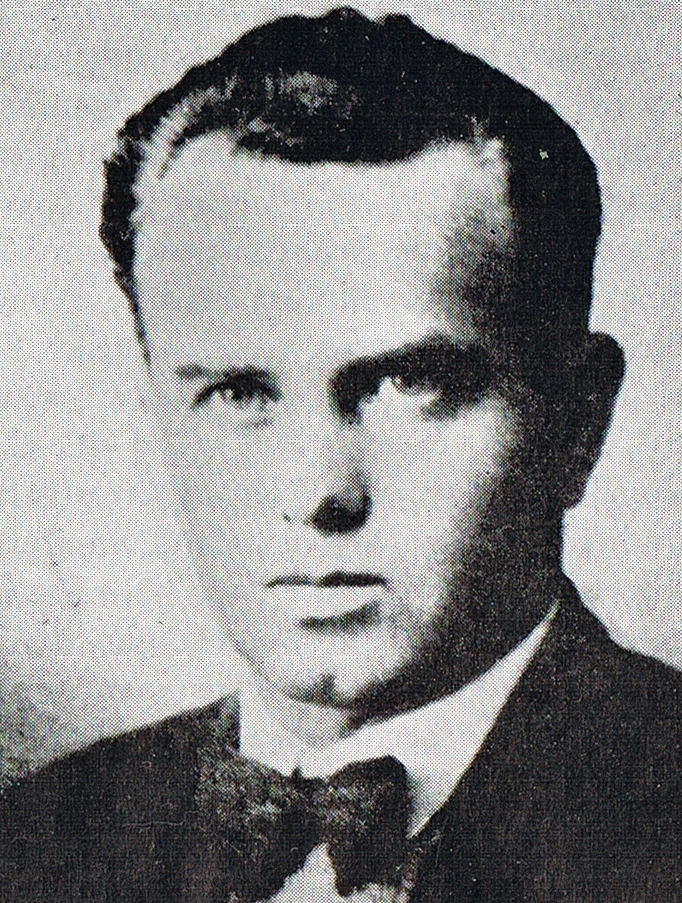
Hans Multerer

Hans Multerer (* 27. Februar 1892 in Plöß bei Neuern; † 12. Juli 1945 in Neuern) war ein deutschsprachiger Schriftsteller, Schauspieler und Rundfunksprecher. Er schrieb kleinere Erzählungen, Gedichte und Theaterstücke (Hörspiele).

## Leben
Multerer wurde in Plöß (Pláně) in der Nähe von Neuern (Nýrsko) im nördlichen Böhmerwald als Sohn eines Gastwirts geboren. Multerer ging zur Schule nach Rothenbaum, wo der Heimatforscher Josef Blau sein erster Lehrer war. Nach der Volksschule besuchte Hans Multerer die Oberrealschule in Budweis, das Abitur legte er in Prag ab. Zum Studium der Bodenkultur ging er in die Hochschule nach Wien. Mitten im Studium im Jahr 1913 wurde er zum Militär nach Graz einberufen. Im Ersten Weltkrieg wurde er mehrmals verwundet und kam auch in russische Gefangenschaft, von wo er aber wieder fliehen konnte. Nach 1918 entschloss er sich, Bibliothekswesen in Prag zu studieren, um Bibliothekar zu werden. Nebenbei betätigte er sich bereits als Schriftsteller. Am 15. Februar 1926 heiratete er Maria Fremuth, eine Tochter des bekannten Baumeisters Ing. Fremuth aus Neuern. Die Ehe wurde jedoch bald geschieden. Nun wurde er Mitarbeiter von verschiedenen Zeitungen, in denen seine Geschichten und schriftstellerischen Arbeiten, auch Gedichte und Fortsetzungsserien, erschienen. Für sein Werk „Leben und Sterben oder Saat und Ernte“, ein Schauspiel vom Leben und Sterben eines Böhmerwaldbauern, gründete er eine Laienspielgruppe nur mit Bürger aus Neuern, mit denen er dieses Schauspiel am Pfingstmontag 1935 auf der neuerbauten Neuerner Waldbühne, einem Freilichttheater mit 600 Sitzplätzen, aufführte. Mit verschiedenen Schauspielen errang er weitere Erfolge. Als Mitarbeiter des "Deutschen Senders" in Prag und später in Melnik an der Elbe konnte er seine Hörspiele, die er für diese Sender schrieb und die vom Leben der Menschen im Böhmerwald handelten, auch senden. Ab 1938 arbeitete er unter anderem für den Bayerischen Rundfunk in München, wo seine volkstümlichen „Bauernpredigten“ ausgestrahlt wurden, die er selber sprach. Eine Sammlung von Erzählungen, „Der himmelblaue Wagen“, erschien noch vor Kriegsbeginn. Während des Zweiten Weltkriegs wurde er zur Schutzpolizei nach Leslau in Polen eingezogen; von dort ließ er sich aber bald nach Regensburg versetzen. Später musste er nach Nürnberg, wo er krank wurde. 1943 spielte man noch auf der Neuerner Waldbühne seine berühmten Passionsspiele „Von Nazareth bis Golgotha“, die bereits 1936 auf der bekannten Freilichtbühne in Höritz uraufgeführt worden waren. Aus gesundheitlichen Gründen wurde Hans Multerer 1944 aus dem Militärdienst entlassen. Er lebte von da an sehr zurückgezogen in seinem Elternhaus in Neuern, wo er am 12. Juni 1945 starb. Multerer wurde am Neuerner Friedhof St. Thomas begraben.

## Werke
- Der himmelblaue Wagen. Roman. Neudruck: Hofenberg Berlin 2018
- 1938: Saat und Ernte. Spiel.
- Stimmen in und um uns. Theaterstück. Uraufführung 28. November 1936 im Deutschen Theater in Prag[1]
- Der Herr Fabrikant. Hörspiel. Text: veröffentlicht in der Budweiser Zeitung vom 22. April 1936[2]
- Zwei Böhmerwaldhörspiele im Prager Rundfunk
- Schauspiele: neben „Leben und Sterben oder Saat und Ernte“ – „Von Nazareth bis Golgatha“ 1936, aufgeführt in Höritz
- Verschiedene Hörspiele für tschechische und deutsche Rundfunkanstalten, so „Bauernpredigten“ für den Bayer. Rundfunk
- Bearbeitungen: Der „Bayerischen Hiasl“, das „Maier-Helmbrecht-Spiel“ und eine Reihe von Märchenspielen.
- Rundfunk-Moderator: „Kein schöner Land in dieser Zeit“.
- Heitere Geschichten
- Die Füchsl
- Die Kapelle
- Stille Waldheimat
- Liebe deinen Nächsten wie dich selbst

## Bedeutung
Hans Multerer gehört zu den Schriftstellern des Böhmerwaldes, die durch die Umstände der Kriegs- und Nachkriegsereignisse fast in Vergessenheit gerieten. Im Jahre 2014 wurde in seiner früheren Heimat in Neuern (Nyrsko) ein Hans-Multerer-Gedenkjahr begangen, wo man sich seiner Leistung als Lyriker, Erzähler und Dramatiker erinnerte. Hervorzuheben ist auch, dass er einer der letzten Mundartdichter des Böhmerwaldes war.